# Убер Матос
Убер Матос Бенітез (ісп. Huber Matos Benítez, 26 листопада 1918, Яра — 27 лютого 2014, Маямі) — кубинський революціонер, соратник Фіделя Кастро та Че Гевари в боротьбі проти  диктатури  Батисти. Критично ставився до марксизму. Кубинський дисидент.

## Біографія
Убер Матос народився в 1918 році в Яра в  Орьєнте, Куба. Закінчив університет в Сантьяго-де-Куба. У 1944 році отримав ступінь доктора педагогіки в  університеті Гавани. До Повстанської армії Убер Матос приєднався у 1957 році. У 1957 році він, будучи власником рисівницького господарства в  Орьєнте, допоміг своїм транспортом при доставці підкріплень із Сантьяго-де-Куба в гори. Потім він тривалий час перебував в  еміграції в  Коста-Риці і лише на останньому етапі війни в Сьєрра-Маестра він приземлився на літаку в контрольованій партизанами зоні і включився в боротьбу. Убер швидко став одним з найбільш харизматичних лідерів повстанців завдяки особистій сміливості. У роки війни він керував загоном повстанців і одним з перших увійшов на територію провінції Камагуей. Отримав звання команданте (1958). Був одним з найближчих соратників Фіделя Кастро. Разом з ним вступив у січні 1959 року до Гавани.

## Відставка
10 жовтня 1959 року міністром збройних сил  Куби був призначений Рауль Кастро. Це викликало велике невдоволення командувача військами в провінції Камагуей Матоса. Убер Матос у той же день разом з чотирнадцятьма іншими офіцерами подав у відставку. 20 жовтня 1959 року У. Матос направив  Фіделю особистий лист про відставку, в якому заявляв, що він пориває з революційним урядом через незгоду в підході до проблеми комунізму та через відносини до  комуністів. Він звинуватив Фіделя у тому, що той став  комуністом.
Потім він почав готувати план перевороту. Вночі Фідель Кастро отримав телефоном повідомлення, що виступ Матоса призначено на ранок 21 жовтня 1959 року.  Кастро наказав Каміло Сьєнфуегосу вирушити в Камагуей, роззброїти і затримати Матоса і його людей. До ранку Фідель давав вказівки Е. Мендосі, що слід зробити для протидії змовникам, для виграшу часу, а рано вранці сам прибув до міста Камагуей.
Буквально в той же день відповідно до скоординованого плану над Гаваною з'явився американський бомбардувальник Б-26, який розкидав підривні листівки, намагаючись допомогти вже придушеній змові.
Убер Матос був засуджений до 20 років в'язниці. Звинуваченій у державній зраді, він провів 20 років у в'язниці (1959—1979). Покарання відбував у в'язниці на о. Пінос (Ісла-де-ла-Хувентуд). 21 жовтня 1979 року отримав свободу і був висланий до Коста-Рики.
Проживав у Маямі Флорида і продовжував до смерті у 2014 році виступати проти кубинського уряду. Його син також став помітною фігурою в емігрантських колах.